# Runa Laila

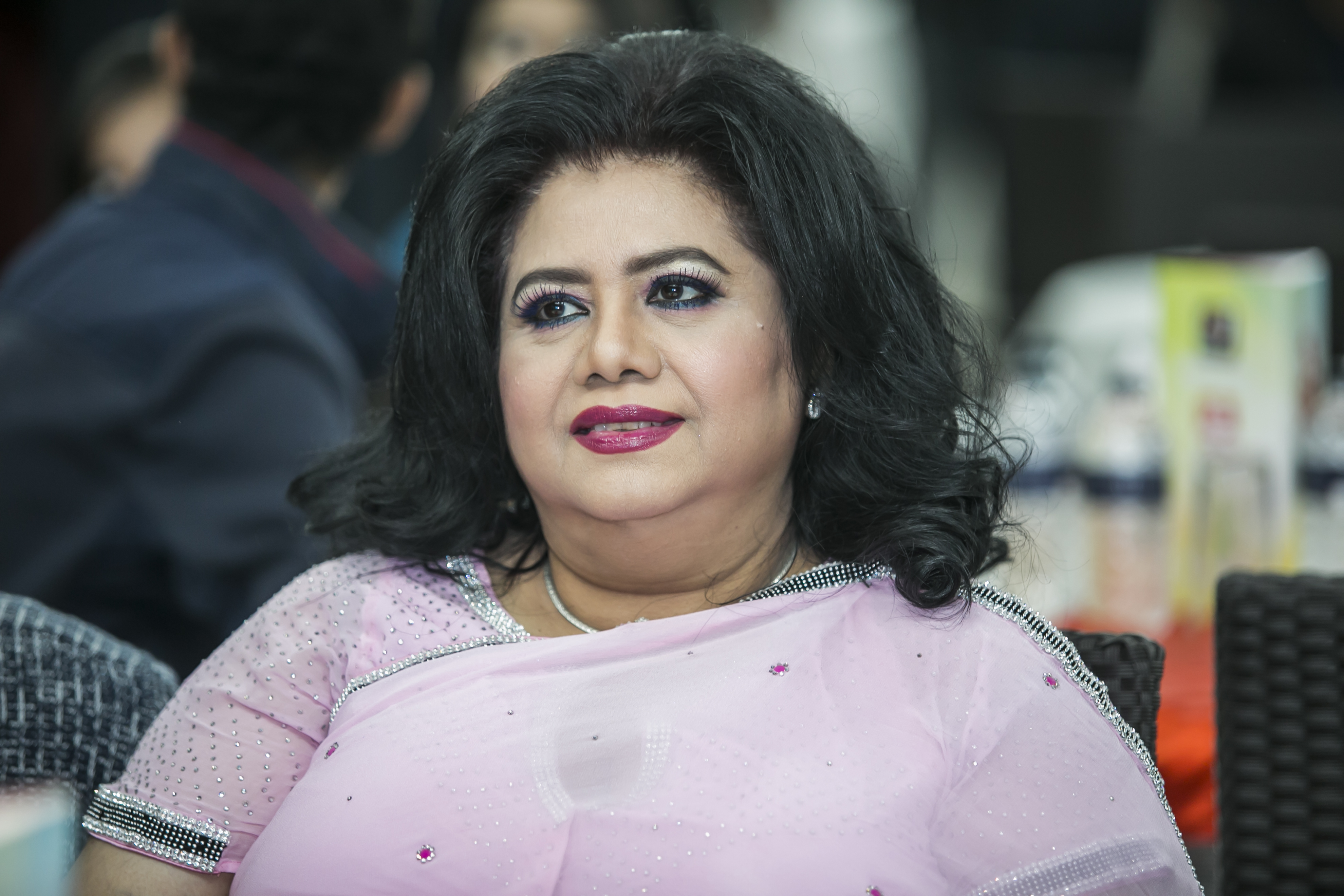
Runa Laila (2017)

Runa Laila (Bengalisch: রুনা লায়লা, Runā Lāẏlā; * 17. November 1952 in Sylhet als Sultana Chaudhry) ist eine Sängerin aus Bangladesch.

## Leben
In ihrem Heimatland ist Runa Laila eine beliebte Popsängerin; in anderen Teilen Südasiens ist sie jedoch auch für ihre Ghasel-Interpretationen bekannt. Sie hat Songs für zahlreiche indische, pakistanische und bangladeschische Filme aufgenommen. Ihr bekanntester Song ist Dama Dam Mast Qalandar, der von vielen anderen Sängern gecovert wurde. Sie war auf Konzertreisen in Südasien, arabischen Staaten, den USA und England.
Runa Laila ist seit 2006 in zweiter Ehe mit dem bangladeschischen Schauspieler Alamgir verheiratet.

## Auszeichnungen
Sie erhielt mehr als 100 Auszeichnungen, darunter:
- in Bangladesch
  - Shadhinata Padak (1977)
  - National Film Award, Bangladesch (vierfach)
- in Indien
  - Saigal Award, Indien
- in Pakistan
  - Nigar Award (zweifach), Pakistan
  - Critics Award
  - Graduate Award (zweifach)
  - National council of music gold medal